# بدر (الرقة)
بدر قرية سورية تتبع ناحية الكرامة في منطقة مركز الرقة في محافظة الرقة. بلغ عدد سكانها 1221 نسمة في عام 2004 حسب إحصاء المكتب المركزي للإحصاء.